# Аміт Осман
Осман Аміт (крим. Osman Amit; 28 лютого 1910, Деніз-Байчі, Таврійська губернія — 17 березня 1942, Саки, Кримська АРСР) — кримськотатарський письменник, перекладач. Розстріляний під час Німецько-радянської війни.

## Життєпис
Народився 28 лютого 1910 року у селі Деніз-Байчі. У 1921 році, коли Осману було 11 років, померли його батьки.
У 1923 році закінчив початкову школу і вступив до Сімферопольської зразкової середньої школи. У 1928 році стає студентом факультету кримськотатарської мови і літератури Кримського педагогічного інституту. Після закінчення інституту, у 1932 році, працював у газеті «Яш къувет» («Молода сила»), журналах «Яш ленинджилер» («Молоді ленінці») і «Эдебият ве культура» («Література і культура»). Був літературним консультантом у Спілці письменників Кримської АРСР.
Збірки його віршів «Биринджи баразна» («Перша борозна») і «Меним Баарим» («Моя весна») публікувалися у 1933 і 1941 роках відповідно. Розробив підручники з кримськотатарської мови — «Тиль ве язы инкишафы дерслиги» («Підручник мови і правопису») і «Буюклер элифбеси» («Буквар для дорослих»). Збирав кримськотатарський фольклор. Працював над поемою «Сеит огълы Сейдамет», яку не встиг закінчити через початок Великої Вітчизняної війни. Його збірку поезій «Меним кучюк достларыма» («Моїм маленьким друзям») було здано до друку, проте не було надруковано через початок війни. Переклав на кримськотатарську роман Михайла Лермонтова «Герой нашого часу», «Казку про рибака та рибку» Олександра Пушкіна і низку творів Івана Крилова й Тараса Шевченка.
Після початку Великої Вітчизняної війни був підпільником у селі Джага-Кущу, де працював директором місцевої школи. Через викриття підпільників заарештований і розстріляний нацистами 17 березня 1942 року у Саках.
У 1970 році його твори надруковані в Ташкенті у збірці «Он экилернинъ хатиреси» («Пам'ять про дванадцятьох»). У 1972 році дружина і син Аміта видали збірку його віршів «Челик давушы». У 1985 році опубліковано його переклад «Казки про рибака і рибку» Пушкіна. У журналі «Йилдиз» на честь вісімдесятиріччя Аміта у 1990 році опубліковано чотири його вірша: «Бадем багъчасы» (1933), «Баарь» (1936), «Ватаным меним» (1938) і «Джапалакълап памукъ къарлар джавды сырттан…» (1939).

## Пам'ять
Іменем Османа Аміта названі вулиці в мікрорайоні Ісмаїл-Бей міста Євпаторії та місті Саки.

## Родина
Дружина — Зулейха Амітова. Син — письменник Еміль Аміт (1938—2002).